# 志村恒男
志村 恒男（しむら つねお、1931年11月13日 - ）は、日本映画の美術監督。神奈川県出身。

## 経歴
1956年11月に東宝撮影所の美術助手として入社。1970年4月、合理化に着手するため東宝映像美術デザイン室に移籍する。

## 代表作
| 公開年月日     | 作品名                     | 制作（配給）                                   | 役職     |
| -------------- | -------------------------- | ---------------------------------------------- | -------- |
| 1962年1月1日   | 椿三十郎                   | 東宝 黒澤プロダクション （東宝）               | 美術助手 |
| 1963年7月13日  | 日本一の色男               | 東宝                                           | 美術助手 |
| 1966年3月16日  | 日本一のゴリガン男         | 東宝 渡辺プロダクション （東宝）               | 美術助手 |
| 1967年1月14日  | クレージーだよ 天下無敵    | 東宝 渡辺プロダクション （東宝）               | 美術助手 |
| 1970年1月15日  | クレージーの殴り込み清水港 | 東宝 渡辺プロダクション （東宝）               | 美術助手 |
| 1970年10月31日 | どですかでん               | 東宝 四騎の会 （東宝）                         | 美術助手 |
| 1976年10月16日 | 犬神家の一族               | 角川春樹事務所 （東宝）                        | 美術助手 |
| 1977年4月2日   | 悪魔の手毬唄               | 東宝映画 （東宝）                              | 美術助手 |
| 1980年4月26日  | 影武者                     | 東宝映画 黒澤プロダクション （東宝）           | 美術助手 |
| 1985年6月1日   | 乱                         | グリニッチ・フィルム ヘラルド・エース （東宝） | 美術助手 |
| 1987年1月17日  | 映画女優                   | 東宝映画 （東宝）                              | 美術助手 |
| 1987年9月26日  | 竹取物語                   | フジテレビ 東宝映画 （東宝）                   | 美術助手 |
| 1988年5月21日  | つる -鶴-                  | 東宝映画 （東宝）                              | 美術     |
| 1990年5月25日  | 夢                         | 黒澤プロダクション （ワーナー・ブラザース）    | 美術助手 |
| 1991年12月14日 | ゴジラvsキングギドラ       | 東宝映画 （東宝）                              | 美術助手 |
| 1994年10月22日 | 四十七人の刺客             | 日テレ サントリー 東宝映画 （東宝）            | 美術助手 |

## 受賞歴
| 受賞年 | 受賞名 | 受賞名           | 受賞名     |
| ------ | ------ | ---------------- | ---------- |
| 1989年 | 第12回 | 日本アカデミー賞 | 優秀美術賞 |